# Inga Ābele
Inga Ābele (vlastním jménem Ingrīda Ābele; * 5. října 1972 Riga) je lotyšská spisovatelka, známá především jako prozaička a dramatička.

## Život
Inga Ābele vyrostla a studovala v Rize. V roce 1997 nastoupila na Lotyšskou akademii kultury, kde studovala divadelní a televizní dramaturgii pod vedením režiséra a dramaturga Laurise Gundarse, promovala v roce 2001. Literárně činná je od roku 1996.

## Dílo
Několik jejích her bylo uvedeno v profesionálních divadlech v Lotyšsku i v zahraničí. Je scenáristkou televizního filmu Akas māja (Dům studny, 2000) a spoluautorkou filmu Pa ceļam aizejot (Po cestě odcházející, 2001). Na základě její hry byl natočen film Tumšie brieži (Tmaví jeleni, 2006) a na základě jejích deníků vzniklo představení Sibīrija (Sibiř, 2004). Pro divadlo zdramatizovala literární díla, příkladem je hra Skola (Škola, 2008), jejíž námět vychází z klasické lotyšské literatury.
Autorka získala Výroční literární cenu za dramaturgii za knihu Lugas (Hry, 2003) a čtyři za prózu za sbírku příběhů Sniega laika piezīmes (Poznámky z doby sněhu, 2004) a romány Paisums (2008), Klūgu mūks (2014) a Duna (2017). V roce 2009 byl oceněn cenou Baltského shromáždění román Paisums. Ābeliny příběhy byly několikrát oceněny na každoročním festivalu Prozas lasījumi. V roce 2020 vydala sbírku Balta kleita (Bílá sukně).

### Překlady do češtiny
Dvě povídky Ingy Ābele – Na dvoře, kde se vykládá chléb (z knihy Akas māja) a Darujte mi housličky (z knihy Sniega laika piezīmes) – byly zařazeny do antologie Krajinou samoty, která vyšla v roce 2006 v nakladatelství One Woman Press. První povídku přeložila Lenka Matoušková, druhou Denisa Šelelyová. Autorka knihu osobně představila na veletrhu Svět knihy Praha v roce 2006, kde bylo Lotyšsko hlavním hostem. V roce 2009 vydalo nakladatelství Kniha Zlin sbírku Vítr proměnlivých směrů, která obsahuje pět povídek z knihy Sniega laika piezīmes v překladu Lenky Matouškové. S divadelními hrami Ingy Ābele se mohou čeští čtenáři seznámit ve sbírce Ostřice/Jasmín (Institut umění – Divadelní ústav, 2012). V roce 2024 vyšla v Nakladatelství Karolinum antologie současné lotyšské literatury Lidé jako my, která obsahuje dvě povídky Ingy Ābele: Linda a Margareta, také v překladu Lenky Matouškové. Obě povídky pocházejí ze sbírky Balta kleita. 